# Büregchangaj
Büregchangaj (mongoliska: Бүрэгхангай Сум, Büreghangay, Бүрэгхангай, Büreghangay Sum) är ett distrikt i Mongoliet.   Det ligger i provinsen Bulgan, i den centrala delen av landet, 210 km väster om huvudstaden Ulaanbaatar.